# Alexandra Zazzi
Maria Alexandra Paula Louise Jademyr Zazzi, meglio nota come Alexandra Zazzi (Rapallo, 7 giugno 1966), è una cuoca, giornalista e personaggio televisivo svedese.

## Carriera
Italo-svedese, nel 1998 guadagna la fama vincendo il reality show svedese Expedition Robinson, divenendo la prima vincitrice femminile del programma.
Dopo la sua vittoria, è diventata un personaggio televisivo, approdando nei programmi di cucina come Köket e Meny. È stata anche un giornalista di Spårlöst försvunnen su TV3, oltre che ospite in molti programmi radiofonici e televisivi. Inoltre scrive articoli riguardanti il cibo per diverse riviste svedesi. Scrive per le riviste Göteborgs-Posten e Matmagasinet. È proprietaria di un ristorante.